# 仮面ライダー THE WINTER MOVIE ガッチャード&ギーツ 最強ケミー★ガッチャ大作戦
- 仮面ライダーシリーズ
  - 仮面ライダーガッチャード > 仮面ライダー THE WINTER MOVIE ガッチャード&ギーツ 最強ケミー★ガッチャ大作戦
  - 仮面ライダーギーツ > 仮面ライダー THE WINTER MOVIE ガッチャード&ギーツ 最強ケミー★ガッチャ大作戦

『仮面ライダー THE WINTER MOVIE ガッチャード&ギーツ 最強ケミー★ガッチャ大作戦』（かめんライダー ザ ウィンター ムービー ガッチャードアンドギーツ さいきょうケミー ガッチャだいさくせん）は、2023年12月22日に公開された日本の映画作品。

## 概要
特撮テレビドラマ「仮面ライダーシリーズ」の『仮面ライダーガッチャード』と『仮面ライダーギーツ』のクロスオーバー作品。
本作品において、仮面ライダーマジェードが先行登場する。

## あらすじ
ケミーの捜索を続けていた一ノ瀬宝太郎たちの前にジャマトが出現し、浮世英寿たちが駆けつけるが、何者かの不思議な力によって、桜井景和、鞍馬祢音、吾妻道長がケミーとなってしまう。
宝太郎と英寿たちは、レベルナンバー10のケミーであるクロスウィザードから、景和たちを元に戻すために持ち掛けられた、レベルナンバー10の5体のケミーを捕まえる「最強のケミー捕獲ゲーム」に挑む。宝太郎たちはそれぞれチームを組む中で、英寿に寄り添うギーツケミーも現れ、ゲームに挑むが、圧倒的なレベルナンバー10のケミーの力に苦戦を強いられる。
5体のケミーを捕まえた英寿たちはゲームをクリアし、景和たちを元に戻すが、クロスウィザードは宝太郎たちをさらなる魔法で夢の世界へと誘う。だが、あまりにも都合のいい夢の世界に違和感を抱いた宝太郎は、夢の世界を拒絶し、英寿の力で元に戻ると、クロスウィザードが寂しさから事件を起こしていたことを知り、ともにガッチャを目指そうと語りかける。
だが、そこに錬金連合の釘宮リヒトが現れると、クロスウィザードを取り込んでしまう。2000年前のデザイアグランプリに参加し、英寿に敗れた釘宮は復讐を企んでいた。

## 本作品オリジナルの登場キャラクター
ギーツケミー
いつの間にか英寿の近くにお座りしていた、仮面ライダーギーツに似た正体不明の白いキツネのようなケミー。テンフォートレスの攻略を目指す英寿とりんねに同行し、英寿を常に守ろうとする。その正体は、クロスウィザードの攻撃を浴びたコンスタンティンが実体化した姿。

コンスタンティン
かつて英寿が飼っていた愛犬で、「コンちゃん」と呼ばれていた。英寿が子どものころに浮世家にやってきて、英寿とともに育つが、彼が高校生のころに亡くなる。魂となっても英寿を見守り続けていたが、クロスウィザードの魔法から英寿を守ったことで、ギーツケミーとなる。

タイクーンケミー
クロスウィザードの魔法によって、景和がケミー化した姿。宝太郎とともにテンフォートレスを捕獲しようとするが、宝太郎からは「タクアンケミー」と間違えられる。

ナーゴケミー
クロスウィザードの魔法によって、祢音がケミー化した姿。錆丸と蓮華とともにエクシードファイターの捕獲に努めるが、蓮華からは勝手に「にゃーこ」と名前を付けられる。

バッファケミー
クロスウィザードの魔法によって、道長がケミー化した姿。スパナとともにリクシオンを捕獲しようとするが、ケミーであるため、スパナから軽視される。

レベルナンバー10のケミー
クロスウィザード
ジョブ属性の大魔法使いのケミー。人間を魔法でケミー化することができるほか、人語を喋る稀有な存在である。遊ぶことが大好きで、レベルナンバー10のケミー捕獲ゲームに宝太郎や英寿たちを誘う。
- 一番レベルナンバー10のケミーの中で喋りそうであったからメインとなった。

ビートルクス
インセクト属性のカブトムシのケミー。
リクシオン
アニマル属性のライオンのケミー。
テンフォートレス
アーティファクト属性の城のケミー。
ゼグドラシル
プラント属性の世界樹のケミー。
エクシードファイター
ビークル属性のジェット機のケミー。

ウツボッチャマ
プラント属性のウツボカズラのケミー。レベルナンバーは6。りんねが捕獲する。
- 監督の山口は、錬金アカデミーの面々が、ウツボッチャマを捜している最中に『ギーツ』のキャラクターたちと出会う、というシチュエーションは映画『ゴーストバスターズ』のイメージが浮かんでいたため、ロケセットもそれを意識して決めたといい、「町外れ」と台本に書かれていたが、「お化け騒動」のようなことが閉店したレストランで起こって、その調査にりんねが向かったという裏設定であったという。

## 本作品オリジナルの仮面ライダー

### 仮面ライダースターガッチャード
一ノ瀬宝太郎がエクスガッチャリバーをクロスオンさせたガッチャードライバーと、ホッパー1とスチームライナーのライドケミーカード、レベルナンバー10のXアッセンブルのライドケミーカードでレベルナンバー10のケミーと多重混合錬成することで変身する仮面ライダーガッチャードの強化形態。
- 仮面ライダースーパーガッチャードと同様のアンダースーツを使用しており、それ以外は新規造形となっている[10]。

### 仮面ライダーギーツ アームドプロペラ
浮世英寿がプロペラバックルをデザイアドライバーにセットして、変身した姿。
拡張武装のレイズプロペラを右手に装備し、空を飛行することが可能。

### 仮面ライダーギーツ モンスターマグナムフォーム
浮世英寿がモンスターバックルとマグナムバックルをデザイアドライバーにセットして、変身した姿。
足からの射撃とパンチで戦う。

## 本作品オリジナルの怪人
ウィザードマルガム
クロスウィザードを取り込んだ釘宮リヒトがマルガム化した姿。クロスウィザードの持つ理想の夢を人間に見せる魔法によって人々が悪夢の世界を永遠に彷徨い続け、やがて命を失う「悪夢ゲーム」を仕組む。その魔法を仮面ライダーマジェードに消されて撃破されるが、錬金術で錬金連合の実験場跡地に眠るエネルギーを活性化させて吸収すると、再度クロスウィザードと一体化する。
ギーツキラー
スパナや景和たち、ギーツケミーを錬金術で吸収したウィザードマルガムが変貌した、ギーツを彷彿とさせる姿。剣が武器で、ギーツIXとスターガッチャードとの最終決戦では巨大化した。
- 「悪いギーツIX」というオーダーで、三次曲線が多いデザインのため、デザイン画だけではなく、バストアップの半身雛形を作りながらどうなっているのかを確認し、それを戦に起こしてデザイン画を仕上げている。耳があることから頭部が大きくなると思い、スーツアクターの頭が首のところに来ることで顔を小さく作るように描いたが、造形では普通にマスクを被る形で造形されている。主人公っぽくデザインしているため、あまり悪く見えないと思って血しぶきを全身に散らしているが、赤では苦言を呈されたことから、紫にしている。モチーフが九尾の狐のため、祓串などに使われる紙垂を9本束ねられているイメージの大剣が武器となっている。

## 本作品オリジナルの用語・世界観
Xアッセンブル
5体のレベルナンバー10のケミーの力が合わさって生まれたライドケミーカード。

## キャスト
- 一ノ瀬宝太郎 / 仮面ライダーガッチャード - 本島純政[2][6]
- 浮世英寿 / 仮面ライダーギーツ - 簡秀吉[2][6]
- 九堂りんね / 仮面ライダーマジェード - 松本麗世[2][6]
- 黒鋼スパナ / ヴァルバラド - 藤林泰也[2][6]
- 銀杏蓮華 - 安倍乙[2][6]
- 鶴原錆丸 - 富園力也[2][6]
- ミナト - 熊木陸斗[2][6]
- 桜井景和 / 仮面ライダータイクーン - 佐藤瑠雅[2][6]
- 鞍馬祢音 / 仮面ライダーナーゴ - 星乃夢奈[2][6]
- 吾妻道長 / 仮面ライダーバッファ - 杢代和人[2][6]
- ツムリ - 青島心[2][6]
- ジョン - トム・コンスタンタイン
- 幼い英寿 - 安東勇弥
- 幼い宝太郎（写真） - 大迫芽生
- コンスタンティン（犬） - 葉菜
- 釘宮リヒト / ウィザードマルガム / ギーツキラー - 本宮泰風[13][6]
- 一ノ瀬珠美 - 南野陽子[2][6]
- 九堂風雅 - 石丸幹二[2][6]

### 声の出演
- ホッパー1 - 福圓美里[6]
- クロスウィザード - 高橋李依[13][6]
- ギーツケミー - 白上フブキ（ホロライブ）[14][6]
- ビートルクス - KENN[15][6]
- リクシオン - 宮本充[15][6]
- テンフォートレス - 杉田智和[15][6]
- ゼグドラシル - 甲斐田裕子[15][6]
- エクシードファイター - 天﨑滉平[15][6]
- ウツボッチャマ - 高岡香
- ユニコン - 伊藤彩沙
- ゴルドダッシュ / カマンティス - 一条和矢
- アッパレブシドー / ザ・サン - 逢坂良太

### スーツアクター
- 仮面ライダーガッチャード[16][6] - 永徳
- ヴァルバラド[16] - 中田裕士
- 仮面ライダーマジェード[16][6] - 下園愛弓
- 鍜治洸太朗
- 仮面ライダータイクーン[9] - 米岡孝弘
- 宮澤雪
- 仮面ライダーバッファ[16] - 縄田雄哉
- クロスウィザード[17][6] - 神尾直子
- ウィザードマルガム[6]、ギーツキラー[6] - 齊藤謙也
- 高田将司
- 森博嗣
- 寺本翔悟
- 井口尚哉
- 塚越靖誠
- 酒井和真
- 杉森功明
- 蔦宗正人
- 石井靖見
- 川島翔太郎
- 神前元
- 菅野聖
- 榮男樹
- 酒井菜々子
- 岡田ひかる
- 五十嵐睦美
- 杉森菜摘
- 林本奈々
- 小森拓真
- 三上真司
- 尾野透雅
- 平島由章
- 佐々木勇人
- 伊藤茂騎
- 北村海
- 小澤日向
- おぐらとしひろ
- 宮川連
- 近藤雄太
- 手塚陸斗
- 梶山翔太郎
- 高橋龍二
- 堀内敬太
- 久保春
- 煤孫新之助
- 日下勇樹
- 松本直也
- 上平田結花
- 白井雅士
- 渡辺実
- 宇佐見紗風[注釈 4]
- 牟田紅葉

## スタッフ
- 製作 - 吉村文雄（東映）、西新（テレビ朝日）、金子保之（東映ビデオ）、野田孝寛（ADKエモーションズ）、木下直哉（木下グループ）、古澤圭亮（バンダイ）
- 企画 - 出目宏（東映）、服部宣之（テレビ朝日）、佐藤現（東映ビデオ）、志村章（ADKエモーションズ）、三谷俊介（木下グループ）、大矢陽久（バンダイ）
- 原作 - 石ノ森章太郎[18][6]
- 脚本 - 内田裕基[18][6]
- 監修 - 高橋悠也[6]
- 音楽 - 高木洋、佐橋俊彦[18][6]
- 撮影 - 植竹篤史
- 照明 - 左納康弘
- 美術 - 大嶋修一
- 録音 - 本間彰太
- 編集 - 柳澤和子
- 助監督 - 葉山康一郎
- キャラクターデザイン・テンフォートレス制作 - 田嶋秀樹（石森プロ）
- キャラクターデザイン - 喜多統潤、柴田洋輝、橫山広大（PLEX）
- クリーチャーデザイン - 竹谷隆之、山下貴斗、庄坪正剛（PLEX）
- 制作担当 - 吉川和也
- ラインプロデューサー - 下前明弘
- 製作プロダクション - 東映テレビ・プロダクション
- スーパーバイザー - 小野寺章
- プロデューサー - 湊陽祐・武部直美（東映）、大川武宏・芝高啓介（テレビ朝日）、鈴木遼河（ADKエモーションズ）
- 特撮監督 - 佛田洋（特撮研究所）[18][6]
- アクション監修 - 福沢博文
- アクション監督 - 藤田慧（ジャパンアクションエンタープライズ）[18][6]
- 「ガッチャード/ギーツ」製作委員会（東映、テレビ朝日、東映アニメーション、東映ビデオ、ADKエモーションズ、東映エージエンシー、バンダイ）
- 監督 - 山口恭平[18][6][注釈 5]

## 音楽
主題歌「All for Love」
作詞・作曲・編曲・歌 - blank paper
挿入歌「CHEMY×STORY」
作詞 - 藤林聖子 / 作曲・編曲 - Hi-yunk (BACK-ON)  / 歌 - BACK-ON

## 制作
当初は英寿とギーツケミーのように、タイクーン・ナーゴ・バッファも本人とは別のケミーが出現する予定であったが、それではキャラクターが多すぎるため、景和たちがクロスウィザードの魔法によってケミー化することとなった。
『ガッチャード』の初期案では、ケミー争奪戦を登場人物たちがやる予定であったが、長谷川圭一が参加してからは、彼の意見で敵として「冥黒の三姉妹」が設定されたが、本作品の「最強のケミー捕獲ゲーム」は、その初期案に近いイメージであったという。

## 映像ソフト化
2024年4月24日発売。Blu-ray / DVDでリリース。また、東映ビデオオンラインショップでBlu-rayスペシャルエディション、またはスペシャルコレクターズエディションを予約すると、DVD版の本編ディスクが特典として同梱される。
- 仮面ライダー THE WINTER MOVIE ガッチャード&ギーツ 最強ケミー★ガッチャ大作戦 DVD通常版（1枚組）
  - 音声特典
    - バリアフリー日本語音声ガイド

  - 映像特典
    - TRAILER
- 仮面ライダー THE WINTER MOVIE ガッチャード&ギーツ 最強ケミー★ガッチャ大作戦 Blu-rayスペシャルエディション（1枚組）
  - 音声特典
    - バリアフリー日本語音声ガイド
    - オーディオコメンタリー（本島純政×松本麗世×簡秀吉×進行：宮島咲良）

  - 映像特典
    - メイキング
    - 初日舞台挨拶
    - 大ヒット御礼舞台挨拶
    - PR集
    - TRAILER
    - DATA FILE
    - POSTER GALLERY
- 仮面ライダー THE WINTER MOVIE ガッチャード&ギーツ 最強ケミー★ガッチャ大作戦 Blu-rayスペシャルコレクターズエディション（1枚組）
  - 音声特典
    - バリアフリー日本語音声ガイド
    - オーディオコメンタリー（本島純政×松本麗世×簡秀吉×進行：宮島咲良）

  - 映像特典
    - メイキング
    - 初日舞台挨拶
    - 大ヒット御礼舞台挨拶
    - PR集
    - TRAILER
    - DATA FILE
    - POSTER GALLERY

  - 初回限定特典（初回限定特典が終了次第、Blu-rayスペシャルエディションに切り替え）
    - オリジナルストーリーブック『クロスウィザードの秘密ノート』
    - 特製クリアカードセット（6枚）
    - 特製スリーブケース

## プロモーション

### 前売券
ムビチケオンライン
2023年11月3日10時から12月21日23時59分までムビチケにて発売。

### 入場者プレゼント
ライドケミートレカパック (冬映画スペシャルver.)
入場者プレゼント第1弾。公開初日の2023年12月22日より配布開始。全国合計先着30万人にプレゼントされる。
ライドケミートレカパック (冬映画お年玉ver.)
入場者プレゼント第2弾。2024年1月5日より20万パック限定で配布。

### イベント・キャンペーン
映画公開記念 クイズラリー
2023年12月8日7時から2024年1月8日23時59分までの期間、一部を除く全国の映画館で本作品の公開を記念したクイズラリーを開催。映画館や近隣施設に掲示されたポスターに記載のQRコードを読み取り、特設サイトをスタッフに提示すると映画オリジナルステッカーが貰えるほか、映画館周辺に掲示されたクイズポスターの問題を解き特設サイトから応募すると抽選で総計23名に豪華賞品が当たる。
#ケミーを探せ
2023年12月15日から2024年1月15日までの期間、対象施設に掲出しているポスターからケミーを探して「#ケミーを探せ」をつけて、X（旧Twitter）に投稿すると抽選で1名にガッチャードライバー、10名にサイン入りクリアファイル、3名にサイン入り映画ポスターがもらえる。